# 東林路 (上海)
東林路是中華人民共和國上海市寶山區一條南北走向道路，北起漠河路，南至寶楊路與淞寶路相連，為瀝青路面，修築於1910年。1948年成為淞寶路的一部分。1981年更名為東林路。路名來自於黑龍江省綏化市海倫市東林鄉。道路全長830米，寬30米。